# Fleurac (Dordogne)
Fleurac (okzitanisch: Flurac) ist ein Ort und eine südwestfranzösische Gemeinde (commune) mit 320 Einwohnern (Stand 1. Januar 2022) in der alten Kulturlandschaft des Périgord im Département Dordogne in der Region Nouvelle-Aquitaine.

## Lage
Der Ort Fleurac liegt im Tal der Vézère in einer Höhe von ca. 100 m ü. d. M. etwa 33 Kilometer (Fahrtstrecke) nordwestlich von Sarlat-la-Canéda bzw. etwa 36 Kilometer südöstlich von Périgueux. Zur Gemeinde gehören auch mehrere Weiler und Einzelgehöfte.

## Bevölkerungsentwicklung
| Jahr      | 1968 | 1975 | 1982 | 1990 | 1999 | 2006 | 2012 |
| Einwohner | 285  | 239  | 219  | 220  | 221  | 270  | 239  |

Im 19. Jahrhundert lag die Einwohnerzahl der Gemeinde meist zwischen etwa 700 und 1050. Die Reblauskrise im Weinbau und der Verlust von Arbeitsplätzen durch die Mechanisierung der Landwirtschaft führten zu einem kontinuierlichen Bevölkerungsrückgang, der in den 1980er und 1990er Jahren seinen Tiefpunkt erreichte.

## Wirtschaft
Bis in die heutige Zeit spielt die Landwirtschaft die größte Rolle im Wirtschaftsleben der Gemeinde. Der hier betriebene Weinbau ist jedoch nach der Reblauskrise gänzlich aufgegeben worden; eine Wiederbelebung der Tradition in den 1920er Jahren blieb letztlich erfolglos. Tabak und Mais sind ebenfalls auf dem Rückzug – stattdessen dominieren Felder und Weiden, aber auch Walnuss-, Esskastanien- und Obstbäume die Region. Auch Gänseleberpastete und Trüffel zählen zu den regionalen Spezialitäten. Einige leerstehende Häuser werden als Ferienwohnungen (gîtes) vermietet.

## Geschichte
Fleurac ist urkundlich seit dem 13. Jahrhundert unter dem Namen Floyracum nachweisbar, doch weist die romanische Pfarrkirche auf eine weiter zurückliegende Entstehung des Ortes hin.

## Sehenswürdigkeiten
- Die romanische Pfarrkirche Saint-Marie mit ihrem nach den Wirren des Hundertjährigen Krieges (1337–1453) oberhalb der Apsis errichteten und mit Schießscharten versehenen querrechteckigen Turm zeigt deutlichen Wehrcharakter. Der markante Glockengiebel (clocher mur) stammt hingegen aus dem 19. Jahrhundert; ob er einen baufällig gewordenen Vorgänger ersetzt hat, ist unklar. Das Archivoltenportal wurde ebenfalls in dieser Zeit erneuert; dagegen wurde eine kleine gotische Pforte auf der Südseite zugemauert.
- Auf dem Gemeindegebiet befinden sich mehrere – meist aus dem 18. und 19. Jahrhundert stammende oder in dieser Zeit umgebaute – Landsitze (châteaux oder manoirs), die sich allesamt in Privatbesitz befinden.

Umgebung
- Die von prähistorischen Menschen besuchte und mit Malereien ausgestattete Höhle von Rouffignac befindet sich nur etwa einen Kilometer westlich auf dem Gebiet der Nachbargemeinde Rouffignac-Saint-Cernin-de-Reilhac.

## Sonstiges
In Fleurac wohnte von 1962 bis zu seinem Tod 1998 der niederländische Maler und Grafiker Johfra Bosschart.
Der Ort findet Erwähnung im Roman Schloss Fleurac oder Die schöne Marguerite von Hildegard Holtschneider.